# San Filippo del Mela
San Filippo del Mela ist eine Stadt der Metropolitanstadt Messina in der Region Sizilien in Italien mit 6694 Einwohnern (Stand 31. Dezember 2023).

## Lage und Daten
San Filippo del Mela liegt 35 Kilometer westlich von Messina. Die Einwohner arbeiten hauptsächlich in der Landwirtschaft und in der Fischerei. 
Die Nachbargemeinden sind Merì, Milazzo, Pace del Mela und Santa Lucia del Mela.

## Geschichte
Seit 1188 ist das Casale S. Philippi als Besitz eines königlichen Kaplans, Magister Benedikt, bezeugt, dessen Streitigkeiten mit dem Bischof Stephan von Patti und dessen Casale S. Lucia durch einen Vergleich beigelegt wurden, den König Wilhelm II. beurkundete, und der für den Bischof mit erheblichen Kosten verbunden war. Sowohl in dieser Urkunde wie in den Rationes decimarum, einer päpstlichen Zehntinquisition zu Beginn des 14. Jahrhunderts, ist erkennbar, dass in diesem Raum eine gemischte Bevölkerung von Griechisch oder Latein sprechenden Bewohnern, ab 1188 auch noch arabischen Sarazenen, lebte.

## Sehenswürdigkeiten
- Kirche, der Bau wurde zwischen 1760 und 1768 begonnen und im neugotischen Stil fertiggestellt.

## Städtepartnerschaften
- Castions di Strada, Italien